# Гольдблат Мойсей Ісаакович
Мойсей Ісакович Гольдблат (їд. משה גאָלדבלאַט — Мойше Голдблат; 16 грудня 1896, Герца, Молдова, Румунія — 1974, Хайфа, Ізраїль) — актор і режисер єврейського театру на їдиші, російського і циганського театрів. Творець і перший художній керівник Московського циганського театру «Ромен». Заслужений артист РРФСР (1935), Народний артист Казахської РСР (1943), Заслужений діяч мистецтв Української РСР (1945).

## Біографія

### Ранні роки та Московський ДЕРЄТ
Хоча більшість джерел відзначають, що Мойше Гольдблат народився в Бессарабії, місцем його народження, ймовірно, стало північне молдавське містечко Герца (тепер райцентр Герцаївського району Чернівецької області). Виріс він, напевно, в сусідній Бессарабській губернії.
Підлітком Мойсей Гольдблат примкнув до бродячої єврейської трупи, а в 1918—1921 роках він грав у єврейському пересувному театрі, який гастролював різними містечками України. У 1924 році він закінчив театральну студію при Московському Державному єврейському театрі (ДЕРЄТі) під керівництвом Олексія Грановського. Так вже з 1923 року він входив до основного акторського складу театру. У 1925 році Мойсей Гольдблат знявся в одній з головних ролей у фільмі «Єврейське щастя», знятому Олексієм Грановським за мотивами творів Шолом-Алейхема.
До 1937 року працював у Московському ДЕРЄТі і викладав сценічну майстерність в Московському державному єврейському театральному училищі (МДЄТУ) при театрі. Також він був одним з провідних акторів трупи в період її розквіту, що припав на кінець 1920-х — початок 1930-х років, коли театром керував Соломон Міхоелс.

### Циганський театр
Одночасно, з проведенням тоді в СРСР політикою заохочення культур національних меншин, у 1929 році Мойсей Гольдблат очолив аматорську трупу початківців циганських артистів. Заручившись підтримкою наркома освіти Анатолія Луначарського, 24 січня 1931 року на основі цієї трупи Гольдблат створив і очолив театр-студію «Індо-ромен» при Главмистецтві Наркомату просвіти Російської РФСР. 16 грудня того ж року студія отримала статус професійного колективу. Художником-оформлювачем театру був призначений художник-оформлювач Московського ДЕРЄТу Олександр Тишлер (1898—1980), музичним директором — фольклорист і композитор Семен Бугачевский, завідувачем літературної частини — Іван Ром-Лебедєв, адміністратором — старий єврейський актор І. Д. Файль.
Мойсей Гольдблат був художнім керівником і головним режисером студії «Індо-ромен» (також відомого як індороменський театр-студія) до 1936 року. Вистави в ці роки ставилися циганською мовою, починаючи з першої інавгураційної постановки 30 квітня 1931 року — огляду циганської радянського життя «Атася і дадивес» (Вчора і сьогодні), написаного Е. Шолоком та М. Безлюдським. У постановці Мойсея Гольдблата також вийшли спектаклі «Життя на колесах» по п'єсі А. В. Германо (1931, художнє оформлення Олександра Тишлера), «Фараонове плем'я» Сверчкова за мотивами оповідань Олександра Купріна (1933), «Між вогнями» по п'єсі А. В. Германо (1934), інсценізація новели Проспера Меріме «Кармен», а також п'єси Івана Ром-Лебедєва «Табір у степу» (1934), «Донька степів» (1935) і «Весілля в таборі» (1935). Останньою роботою Гольдблата в индороменському театрі стала постановка поеми Олександра Пушкіна «Цигани» (1936) з музикою Олександра Крейна і художнім оформленням А. Тишлера.
У 1935 році спільно з Євгеном Шнейдером він був режисером картини «Останній табір», поставленої на кіностудії імені Горького за участю Миколи Мордвинова, Михайла Яншина, артистів театру «Індо-ромен», на чолі з прославленою на всю країну своїм романсом Лялею Чорною (Надія Кисельова). Після вибуття Гольдблата трупу «Індо-ромен» очолив Михайло Яншин і робота театру була переведена на російську мову.

### Біоробіджанський та Київський ДОРЄТи
У 1937—1939 роках Мойше Гольдблат був художнім керівником новоствореного Біробіджанського Державного єврейського театру (БірДОРЄТа), де як режисер знову сконцентрувався на серйозному драматичному матеріалі. Тут ним були здійснені постановки п'єс Мойше Кульбака (1896—1937) «Бойтре-газлен» (їдиш: Розбійник Бойтрэ) і «Биньємен Магідов» (обидві в 1937 році), які театр змушений був зупинити у зв'язку з арештом драматурга. У 1938—1939 роках Мойше Гольдблат поставив «Тев'є Дер Мілхікер» («Тев'є-молочник») і «Менчн» (Люди) за мотивами творів Шолом-Алейхема, п'єсу Карла Гуцкова «Урієль Акоста». До оформлення постановок залучалися відомі московські художники Ніссон Шифрін та Ісаак Рабичев, композитор Лев Пульвер і хореограф Яків Іцхокі.
Наприкінці того ж 1939 року Мойсей Гольдблат очолив Київський державний єврейський театр (ДОРЄТ), який розташовувався в центрі міста за адресою Хрещатик, 29. Першою постановкою на новій сцені стала історична трагедія Шмуела Галкіна «Бар-Кохба» за мотивами однойменної п'єси Абрама Гольдфадена (художник — Натан Альтман). У виставі «Дер Фаркишефтер Шнайдер» (Зачарований кравець, художник — Натан Альтман, 1940) за Шолом-Алейхемом Гольдблат виступив і як режисер, і як виконавець головної ролі кравця Шимен-Елі. Тут ним були також поставлені вистави «Десять заповідей», «Афн Бойдем А Ярид» (Ярмарок на горищі, тобто звичайне диво), «Кількість Нидрей» (Поминальна молитва) Переца Маркіша, «Варто жити на світі» А. Губермана та інші. До цих постановок Мойсей Гольдблат сам писав музику і слова пісень.
З початком німецько-радянської війни театр був евакуйований до Джамбула (згодом в Коканд і Фергану), а Мойсей Гольдблат був за сумісництвом призначений художнім керівником Казахського державного театру драми (1941—1944) в Алма-Аті. У 1942 році він знявся в короткометражній стрічці режисера Бориса Барнета «Безцінна голова» (роль безіменного єврея) у Бойовому кінозбірнику № 10 (студія ЦОКС, Алма-Ата). Із закінченням військових дій на Україні Київський ДОРЄТ був переведений до Чернівців і Мойсей Гольдблат залишався його художнім керівником аж до закриття театру разом з усіма єврейськими театрами країни в розпал боротьби з безрідними космополітами 15 лютого 1950 року.
10 березня 1945 року перший сезон театру (тепер імені Шолом-Алейхема) у Чернівцях розпочався з нової постановки вистави за п'єсою Мойше Пінчевського «Їх Ідеальний…» (Я живу…, Гольдблат в головній ролі пережив війну Цале Шафіра). Однак, незабаром вистава була розгромлена в пресі за націоналістичні мотиви, песимізм, відсутність ідеологічного змісту і занепадництво. Вперше постановку цієї п'єси Гольдблат здійснив ще в евакуації в Казахстані. Іншим успіхом Київського ДОРЄТа післявоєнного періоду стала постановка шолом-алейхемівського «Тев'є-молочника» (Тев'є Дер Милхикер) з Мойше Гольдблатом в ролі Тев'є, а також «Блукаючих зірок» (Ді Блондженде Штерн) з Соломоном Бідером в ролі Лео Рафалеско, того ж Шолом-Алейхема про долю перших зірок сучасного єврейського театру. В останній рік свого існування (1949) театр показав 13 прем'єр.

### Останні роки
Наприкінці 1940-х років Мойсей Гольдблат проходив по справі Єврейського антифашистського комітету, але його не арештували. З 1951 по 1959 рік він був художнім керівником Казахського академічного театру драми (тепер ім. Мухтара Ауезова) і одночасно режисером-постановником Державного російського академічного театру драми імені Лермонтова в Алма-Аті. Також до 1969 року Мойсей Гольдблат працював актором Харківського російського драматичного театру.
Мойсей Гольдблат — автор спогадів про акторів Леся Курбаса та Соломона Міхоелса, зроблений у 1969 році. Також він залишив більш пізні, неопубліковані спогади про Михоелсе і Веніаміна Зусквне (1974). На їдиші Мойсей Гольдблат склав огляд історії радянського єврейського театру «Дер уфкум ун умкум фун дер идишер театэр-култур ін советн-фарбанд» (Схід й загибель єврейської театральної культури в Радянському Союзі, в архіві М. Гольдблата в Інституті Діаспори в Ізраїлі). У 1972 році Мойсей Гольдблат переїхав до Ізраїлю, де оселився в Хайфі.

### Нагороди та звання
- Орден Трудового Червоного Прапора (03.01.1959)
- Заслужений артист РРФСР (5 березня 1935)
- Народний артист Казахської РСР (1943)
- Заслужений діяч мистецтв Української РСР (1945)

## Робота в кіно

### Актор
- 1925 — «Єврейське щастя». Режисер Олексій Грановський. У ролях Соломон Міхоелс, Мойсей Гольдблат, Тамара Адельгейм. Автор субтитрів Ісак Бабель. Художник Натан Альтман.
- 1942 — «Безцінна голова». Бойова кінозбірка № 10 (у ролі безіменного єврея). Режисер Борис Барнет. Студія ЦОКС, Алма-Ата.

### Режисер
- 1935 — «Останній табір» (спільно з Євгеном Шнейдером). У ролях Олександр Гранах (Данило), Ляля Чорна, Микола Мордвинов (Юдко), Марія Синельникова, Михайло Яншин (Іван Лихо), Петро Савін (див. [Архівовано 2 липня 2018 у Wayback Machine.] сюжет тут [Архівовано 2 липня 2018 у Wayback Machine.]).